# Duchless
Duchless (Духless) è un film del 2011 diretto da Roman Prygunov.

## Trama
Il film racconta il top manager di una grande banca internazionale di nome Max, che ha tutto. E improvvisamente inizia a capire che non tutto è in ordine con la sua vita.